# Katherine Reutter
Katherine Reutter (n. 30 iulie 1988, Champaign⁠(d), Illinois, SUA) este o sportivă ce a reprezentat Statele Unite ale Americii, medaliată olimpică. A participat la o ediție a Jocurilor Olimpice (2010) în care a câștigat o medalie de argint și o medalie de bronz.